# Kódžun
Císařovna Kódžun (香淳皇后, rodné jméno: princezna Nagako (良子女王); 6. březen 1903 Tokio, Japonsko – 16. červen 2000 Tokio, Japonsko) byla japonskou císařovnou jako manželka japonského císaře Hirohita. Byla matkou císaře Akihita a babičkou nynějšího císaře Naruhita. Kódžun byla manželkou císaře 74 let a jde tak o prozatím nejdéle žijící japonskou císařovnu. Kódžun byla také první japonskou císařovnou, která vycestovala do zahraničí.

## Rodina
V lednu 1919 byla tehdy čtrnáctiletá Nagako zasnoubena s tehdejším korunním princem Hirohitem (1901–1989), který byl jejím velmi vzdáleným bratrancem. O pět let později, 26. ledna 1924 se za Hirohita vdala, přičemž se Hirohito vzdal tradičních císařských konkubín. Pár měl sedm potomků:
- Šigeko Higašikuni, princezna Teru (1925–1961)
- Sačiko, princezna Hisa (1927–1928)
- Sachiko Takatsukasa, princezna Taka (1929–1989)
- Atsuko Ikeda, princezna Yori (* 1931)
- Akihito (* 1933)
- Masahito, princ Hitači (* 1935)
- Takako Šimazu, princezna Suga (* 1939)

## Tituly a oslovení
- 6. březen 1903 – 26. leden 1924: Její výsost princezna Nagako Kuni
- 26. leden 1924 – 25. prosinec 1926: Její císařská výsost korunní princezna
- 25. prosinec 1926 – 7. leden 1989: Její císařské veličenstvo Císařovna
- 7. leden 1989 – 16. června 2000: Její císařské veličenstvo Císařovna vdova
- Posmrtné jméno: Její císařské veličenstvo Císařovna Kódžun